# Unione Sportiva Casertana 1963-1964
Questa pagina raccoglie le informazioni riguardanti l'Unione Sportiva Casertana nelle competizioni ufficiali della stagione 1963-1964.

## Rosa
| N. |                   | Ruolo | Calciatore        |
| -- | ----------------- | ----- | ----------------- |
|    | Italia (bandiera) | D     | Ezio Anghileri    |
|    | Italia (bandiera) | A     | Giuseppe Brognoli |
|    | Italia (bandiera) | D     | Roberto Busetto   |
|    | Italia (bandiera) |       | Castoldi          |
|    | Italia (bandiera) | A     | Guido Cervati     |
|    | Italia (bandiera) | C     | Augusto Consonni  |
|    | Italia (bandiera) | D     | Claudio Darni     |
|    | Italia (bandiera) |       | De Litta          |
|    | Italia (bandiera) | P     | Ernesto Ferraro   |
|    | Italia (bandiera) | C     | Piero Ferri       |
|    | Italia (bandiera) | P     | Brenno Fontanesi  |
|    | Italia (bandiera) | A     | Giancarlo Fusato  |

| N. |                   | Ruolo | Calciatore          |
| -- | ----------------- | ----- | ------------------- |
|    | Italia (bandiera) | C     | Ludovico Giglio     |
|    | Italia (bandiera) | C     | Quintino Giovannini |
|    | Italia (bandiera) |       | Lieto               |
|    | Italia (bandiera) | C     | Angelo Orsi         |
|    | Italia (bandiera) |       | Piola               |
|    | Italia (bandiera) | P     | Ferdinando Righetti |
|    | Italia (bandiera) | C     | Arcangelo Rigolassi |
|    | Italia (bandiera) | D     | Giovanni Sacchi     |
|    | Italia (bandiera) | A     | Corrado Teneggi     |
|    | Italia (bandiera) | A     | Umberto Tosello     |
|    | Italia (bandiera) | A     | Giovanni Trapletti  |